# Jon Jönsson
Jon Jönsson (født 8 juli 1983) er en svensk fodboldspiller hos IF Elfsborg. Han var en framtrædene back allerede i juniorsammenhæng, da han spillere flere kampe for Tottenham. Som senior har han vundet Allsvenskan-guld med både Malmö FF og IF Elfsborg. Han har desuden spillet for franske Toulouse FC og danske Brøndby IF.

## Meritter
- 2 Allsvenskan-guld: 2004 (Malmö FF) og 2006 (IF Elfsborg)
- Svenske Supercupen 2007 (IF Elfsborg)
- Landskampe: 27 U21, 18 J og 15 P

## Klubber
- IF Elfsborg 2010-
- Brøndby IF 2008-2010
- Toulouse FC 2007-2008
- IF Elfsborg 2006-2007
- Malmö FF 2006
- Landskrona BoIS 2005 (lån)
- Malmö FF 2001-2004
- Tottenham Hotspur FC 1999-2001
- IFK Hässleholm -1999